# أنتونوف أن-178
الطائرة أنتونوف أن-178 (بالأوكرانية:Антонов Ан-178) هي طائرة نقل عسكري نفاثة للخدمات الأقليمية من تصميم مكتب تصميم انتونوف الأوكراني. صنعت الطائرة في مصنع أنتونوف التسلسلي.
حمولة الطائرة انتونوف أن-178 تصل إلى 18 طن وهي قابلة لحمل حاويات IATA للنقل وبمدى يصل إلى 3,800 كم.
سعر الطائرة الواحدة منها هو 40-70 مليون دولار.

## مشغلين

### أوامر
- طيران ماكسيموس- خطاب نوايا[1]
- خطوط سلك واي - العميل الأول، طلبية مؤكدة لشراء 10 طائرة وضعت مايو 2015 [2][3]
- القوات الجوية الملكية السعودية - خطاب نوايا لشراء 30 طائرة [4]
- القوات الجوية العراقية - خطاب نوايا لشراء 6 طائرات.[5]